# Barisó III de Torres
Barisó III de Torres (1221-1236) fou fill de Marià II de Torres, al que va succeir com a jutge de Torres el 1233 Els nobles oposats als Visconti van nomenar regent a Orsoc de Serra. Barisó fou assassinat a Sorso per una revolta el 1236 qualificada de revolta legal del poble segons les lleis del jutjat però segurament instigada pels nobles progenovesos, els Dòria i els Malaspina. No va deixar successió i els seus drets van passar a la seva germana Adelàsia de Torres.